# Alan Tacher
Alan Tacher Feingold (Ciudad de México, 28 de marzo de 1971) es un conductor de televisión y animador mexicano conocido por ser el presentador del programa de canto La Academia en TV Azteca, igualmente El gran chapuzón y Hoy, ambos de Televisa, en la actualidad es conductor de Despierta América de la cadena estadounidense para latinos Univision. Es el hermano de Mark Tacher.

## Biografía
Nació en Ciudad de México el 28 de marzo de 1971, luego a la edad de 20 años en 1991 se gradúa de la Universidad de la Comunicación como publicista de profesión.

## Carrera
Se formó como presentador en TV Azteca, siendo en Te caché en 1996 su primera gran oportunidad, un año después se convirtió en el titular del programa de concursos Chitón. 
Para 1998 le llegó la oportunidad de conducir el matutino de fin de semana Tempranito, en el cual se mantuvo 4 años.
De 2000 a 2002 fue presentador de un programa de concursos semanal llamado Gente con chispa. 
Se ganó el reconocimiento en México tras ser el presentador durante cuatro temporadas del reality show musical La Academia de Televisión Azteca, de donde egresaron personalidades como Yuridia, Yahir, Carlos Rivera y María Inés Guerra.
En el programa de La Academia fue reemplazado por Mónica Garza en la quinta edición.
En 2012, es actor de doblaje en la película de Pixar Brave, del personaje Lord Dingwall.

## Programas de televisión
- Los cuates del 5 ... 199?
- Te caché ... 1996-1997
- Chitón ... 1997-1998
- Tempranito ... 1998-2002
- Sorprendete ... 1999
- Gente con chispa ... 2000-2002
- La Academia ... 2002-2005
- Desafío de estrellas ... 2003
- Homenaje a ... 2003
- Chispa musical ... 2004[1]
- Aplauso, aplauso ... 2004[2]
- La Academia USA ... 2005[3]
- Décadas ... 2010[4]
- Hoy ... 2011-2012
- 1 2 3 x México ... 2011
- Despierta América ... 2012[5]- presente
- El gran chapuzón ... 2014
- D-Generaciones ... 2018-2020
- Al final todo queda en familia ... 2018
- Premios Produ Awards ... 2022-2023[6]